# NGC 1130
NGC 1130 (другие обозначения — MCG 7-7-2, ZWG 539.122, ZWG 540.4, PGC 10951) — галактика в созвездии Персей.
Этот объект входит в число перечисленных в оригинальной редакции «Нового общего каталога».
NGC 1130 и NGC 1131 были обнаружены как «узлы» около NGC 1129, более яркой галактики, и их координаты лишь ненамного отличаются от координат NGC 1129. В той области есть несколько других галактик, поэтому на различных сайтах были вопросы, какая из них является NGC 1130. Однако координаты галактики, которая впоследствии «стала» NGC 1130, были точно измерены смещением от NGC 1129, поэтому идентификация объекта несомненна.